# Robert Clouse
Robert Clouse, né le 6 mars 1928 et mort le 4 février 1997 à Ashland (Oregon), est un réalisateur, scénariste et producteur américain, essentiellement connu pour ses films d'action/aventure et d'arts martiaux.

## Biographie
Robert Clouse dirigea notamment Bruce Lee en 1973 dans Opération Dragon qui révéla le film de kung-fu et Lee à l'Occident.
Après la mort de Lee, Clouse travailla sur la finalisation de son dernier film alors incomplet, Le Jeu de la mort, tourna de nouvelles scènes avec un acteur grimé et modifia la ligne scénaristique, et le film sortit en 1978. Il en signa le scénario sous le pseudonyme de Jan Spears.
Robert Clouse fit également tourner en 1980 un autre acteur chinois de Hong-Kong alors complètement inconnu en Occident : Jackie Chan, dans The Big Brawl (Le Chinois en français). À cette époque, Chan ne parlait pas un mot d'anglais et dut apprendre toutes ses lignes de dialogues en phonétique.
Robert Clouse a également écrit un téléfilm de Steven Spielberg : La Chose (Something Evil) en 1972.

## Filmographie

### Cinéma
- 1970 : Dreams of Glass (en)
- 1970 : La Loi du talion (Darker than Amber)
- 1973 : Opération Dragon (Enter the Dragon)
- 1974 : La Ceinture noire (Black Belt Jones)
- 1974 : L'Aventurière de Hong-Kong (en) (Golden Needles)
- 1975 : New York ne répond plus (Ultimate Warrior)
- 1977 : De la neige sur les tulipes (Amsterdam Kill)
- 1977 : Les Assiégés (The Pack)
- 1977 : Le Jeu de la mort (Game of Death)
- 1980 : Le Chinois (Big Brawl)
- 1981 : Force 5 (en) (Force: Five)
- 1982 : Les rats attaquent (en) (Deadly Eyes ou Night Eyes)
- 1984 : Dark Warrior
- 1985 : Gymkata, le parcours de la mort (Gymkata)
- 1990 : China O'Brien (en)
- 1992 : Le Tueur (en) (Ironheart)

### Télévision
- 1972 : L'Homme de fer (Ironside) (série télévisée)
- 1972 : La Chose (Something Evil) de Steven Spielberg - scénariste